# Misha Tsirkunov
Michail Tsirkunov, detto Misha (in lettone: Mihails Cirkunovs, in russo Михаил Циркунов?; Riga, 27 febbraio 1987), è un artista marziale misto canadese di origine lettone.
Combatte nella divisione dei pesi medi per l'organizzazione statunitense UFC.

## Caratteristiche tecniche
Tsirkunov è un lottatore che predilige il combattimento a terra, grazie ad ottime abilità nel jiu jitsu brasiliano e nella lotta libera. Si è tuttavia dimostrato valido anche negli scambi in piedi. Tra le sue armi figurano la versatilità e la grande esplosività.

## Carriera nelle arti marziali miste

### Ultimate Fighting Championship
Nell'estate del 2015 sigla un contratto con la promozione UFC.
Il 10 dicembre 2016 combatte Nikita Krylov in occasione dell'evento UFC 206, trionfando via sottomissione alla prima ripresa.
Pur avendo inizialmente scelto di non rinnovare il proprio contratto con la UFC e diventare free agent, nel marzo del 2017 sigla un nuovo accordo con la promozione.

## Risultati nelle arti marziali miste
| Risultato | Record | Avversario         | Metodo                                   | Evento                                      | Data              | Round | Tempo | Città                  | Note                                     |
| --------- | ------ | ------------------ | ---------------------------------------- | ------------------------------------------- | ----------------- | ----- | ----- | ---------------------- | ---------------------------------------- |
| Sconfitta | 15-9   | Alonzo Menifield   | KO (pugni)                               | UFC Fight Night: Grasso vs. Araújo          | 15 ottobre 2022   | 1     | 1:28  | Las Vegas, Stati Uniti | Ritorno nei pesi leggeri                 |
| Sconfitta | 15-8   | Wellington Turman  | Sottomissione (armbar)                   | UFC Fight Night: Machačev vs. Green         | 26 febbraio 2022  | 2     | 1:29  | Las Vegas, Stati Uniti |                                          |
| Sconfitta | 15-7   | Krzysztof Jotko    | Decisione (non unanime)                  | UFC Fight Night: Santos vs. Walker          | 2 ottobre 2021    | 3     | 5:00  | Las Vegas, Stati Uniti | Debutto nei pesi medi UFC                |
| Sconfitta | 15-6   | Ryan Spann         | KO tecnico (pugni)                       | UFC Fight Night: Edwards vs. Muhammad       | 13 marzo 2021     | 1     | 1:11  | Las Vegas, Stati Uniti |                                          |
| Vittoria  | 15-5   | Jimmy Crute        | Sottomissione (Peruvian necktie)         | UFC Fight Night: Cowboy vs. Gaethje         | 14 settembre 2019 | 1     | 3:38  | Vancouver, Canada      | Performance of the Night                 |
| Sconfitta | 14-5   | Johnny Walker      | KO tecnico (ginocchiata volante e pugni) | UFC 235: Jones vs. Smith                    | 2 marzo 2019      | 1     | 0:38  | Las Vegas, Stati Uniti |                                          |
| Vittoria  | 14-4   | Patrick Cummins    | Sottomissione (arm-triangle choke)       | UFC Fight Night: Volkan vs. Smith           | 27 ottobre 2018   | 1     | 2:40  | Moncton, Canada        |                                          |
| Sconfitta | 13-4   | Glover Teixeira    | TKO (pugni)                              | UFC on Fox: Lawler vs. dos Anjos            | 16 Dicembre 2017  | 1     | 2:45  | Winnipeg, Canada       |                                          |
| Sconfitta | 13-3   | Volkan Oezdemir    | KO (Pugni)                               | UFC Fight Night: Gustafsson vs. Teixeira    | 28 Maggio 2017    | 1     | 0:28  | Stoccolma, Svezia      |                                          |
| Vittoria  | 13-2   | Nikita Krylov      | Sottomissione (guillotine choke)         | UFC 206: Holloway vs. Pettis                | 10 dicembre 2016  | 1     | 4:38  | Toronto, Canada        |                                          |
| Vittoria  | 12-2   | Ion Cuțelaba       | Sottomissione (arm-triangle choke)       | UFC Fight Night: MacDonald vs. Thompson     | 18 giugno 2016    | 3     | 1:22  | Ottawa, Canada         |                                          |
| Vittoria  | 11-2   | Alex Nicholson     | Sottomissione (neck crank)               | UFC Fight Night: Hendricks vs. Thompson     | 6 febbraio 2016   | 2     | 1:28  | Las Vegas, Stati Uniti |                                          |
| Vittoria  | 10-2   | Daniel Jolly       | KO (pugni)                               | UFC Fight Night: Holloway vs. Oliveira      | 23 agosto 2015    | 1     | 4:45  | Saskatoon, Canada      |                                          |
| Vittoria  | 9-2    | Shaun Asher        | Sottomissione (armbar)                   | Hard Knocks 43                              | 22 maggio 2015    | 1     | 1:20  | Calgary, Canada        | Difende il titolo pesi mediomassimi HKFC |
| Vittoria  | 8-2    | Rodney Wallace     | KO tecnico (calcio alla testa)           | Hard Knocks 41                              | 30 gennaio 2015   | 1     | 2:00  | Calgary, Canada        | Vince il titolo pesi mediomassimi HKFC   |
| Vittoria  | 7-2    | Martin Desilets    | Sottomissione (inverted triangle choke)  | Provincial FC 2                             | 8 marzo 2014      | 1     | 2:36  | London, Canada         |                                          |
| Vittoria  | 6-2    | Jon Ganshorn       | KO tecnico (pugni)                       | Fivestar FL 9: Northern Nightmare           | 7 settembre 2013  | 1     | 1:59  | Yellowknife, Canada    |                                          |
| Sconfitta | 5-2    | Aaron Johnson      | Sottomissione (heel hook)                | King of the Ring VI                         | 17 marzo 2012     | 1     | 2:11  | Norcross, Stati Uniti  |                                          |
| Vittoria  | 5-1    | Ali Mokdad         | Decisione (unanime)                      | Score Fighting Series 3                     | 3 dicembre 2011   | 3     | 5:00  | Sarnia, Canada         |                                          |
| Vittoria  | 4-1    | Ion Cherdivara     | Decisione (unanime)                      | Knockout Entertainment - MMA: The Reckoning | 2 aprile 2011     | 3     | 5:00  | Orillia, Canada        |                                          |
| Vittoria  | 3-1    | Ricardeau Francois | KO tecnico (pugni)                       | Ultimate Generation Combat 26               | 4 marzo 2011      | 1     | 0:56  | Montreal, Canada       |                                          |
| Vittoria  | 2-1    | Shawn Pauliuk      | Sottomissione (pugni)                    | Armageddon FC 3: Evolution                  | 17 luglio 2010    | 1     | 0:57  | Victoria, Canada       | Incontro catchweight (210 lbs)           |
| Sconfitta | 1-1    | Roy Boughton       | Sottomissione (armbar)                   | Warrior One MMA 5                           | 19 giugno 2010    | 2     | 2:33  | Montreal, Canada       |                                          |
| Vittoria  | 1-0    | Jeff Doyle         | KO tecnico (pugni)                       | Ringside MMA 5: Triple Threat               | 30 gennaio 2010   | 1     | 0:40  | Montreal, Canada       |                                          |